# TROPICAL GORILLA
TROPICAL GORILLA（トロピカル・ゴリラ）は、日本のロックバンドである。1991年結成。

## 現メンバー
- ジュニア（ボーカル）
- Cim（ベース） Oi-SKALL MATESのメンバーとしても活動。BEAT CRUSADERSのPVによく出演。
- INOMAN（ドラム）
- LED（ギター）THE SENSATIONSのメンバーとしても活動。

## 旧メンバー
- M×T×R（ボーカル） 2011年3月をもって脱退。 脱退後もゲストとして参加することもある。
- 8P（ギター） HARDCORE FANCLUBのメンバーとしても活動。2009年11月をもって脱退。
- J・W・D（ドラム）

## ミュージックビデオ
| 監督     | 曲名                                                 |
| 増山準哉 | 「DROOG IN A SLUM(TROPICAL GORILLA×BEAT CRUSADERS)」 |
| 不明     | 「CRUNCH & BITE」                                    |